# Lichtenbroicher Baggersee

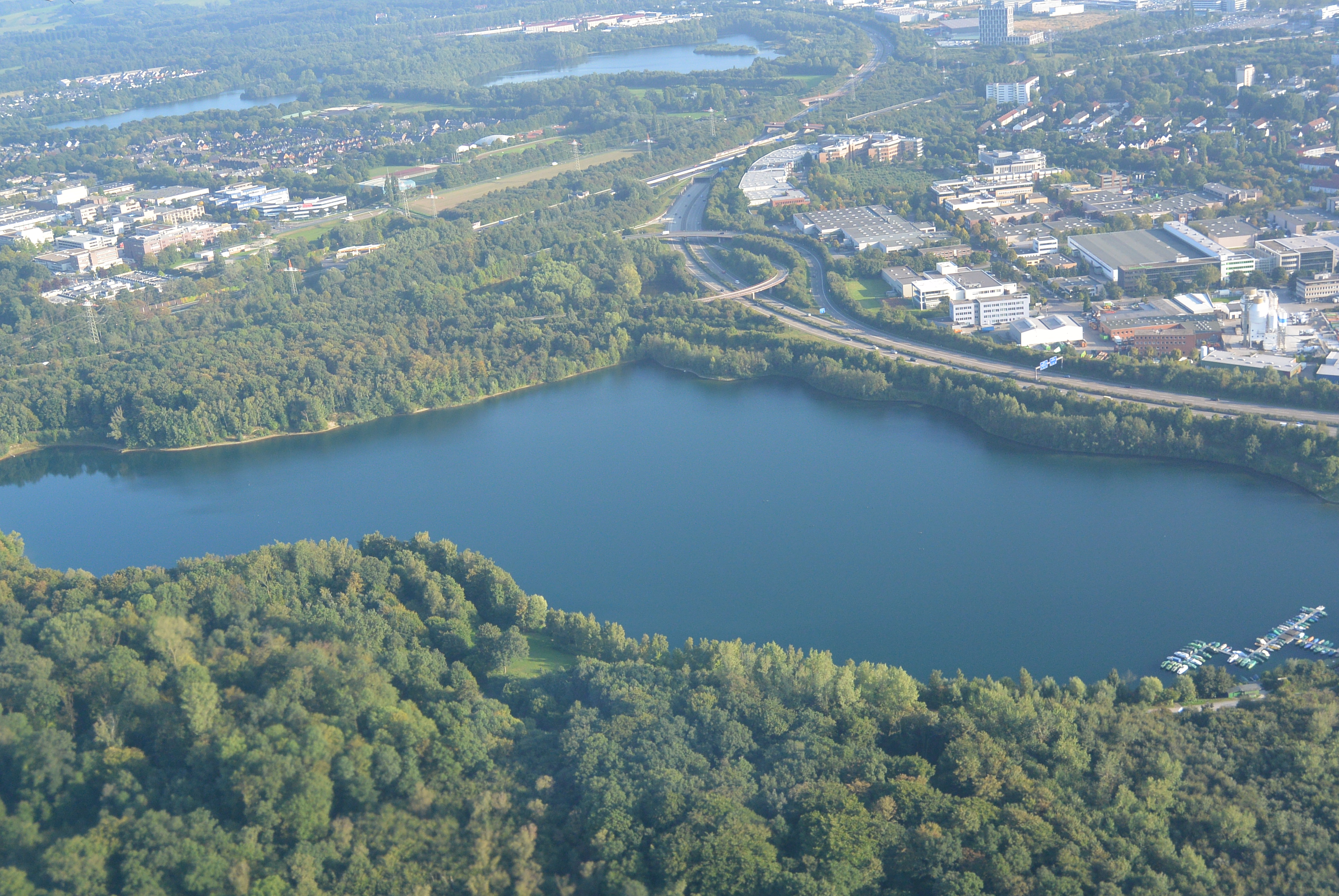
Lichtenbroicher Baggersee

Der Lichtenbroicher Baggersee oder Gronensee ist ein 19 ha großer See in Ratingen, nördlich von Lichtenbroich, Düsseldorf. Er liegt westlich der A 52 und nördlich der A 44 sowie östlich der Eisenbahnstrecke von Düsseldorf nach Essen, während sich auf der westlichen Seite der Eisenbahnstrecke der Düsseldorfer Flughafen befindet.
Das Gewässer ist an der tiefsten Stelle 20 m tief. Es kommen Fischarten wie Aal, Barsch, Brassen, Graskarpfen, Hecht, Karpfen und Rotauge vor. Das Angelgewässer wird vom Angelsportverein Düsseldorf-Wittlaer bewirtschaftet.